# Vancouver Film School
La Vancouver Film School (VFS) est une école privée de Vancouver (en Colombie-Britannique) consacrée aux arts du divertissement. Créée en 1987, elle a atteint une reconnaissance internationale. La Vancouver Film School possède un campus réparti dans six immeubles dans le centre-ville de Vancouver. Pour célébrer son vingtième anniversaire en 2007, l'école  créa une bourse d'un million de dollars (CAD) pour les nouveaux étudiants. En mars 2008, la Vancouver Film School s'est associée à YouTube pour lancer une compétition de vidéos en ligne. Les trois gagnants furent désignés par le vote des utilisateurs de YouTube et remportèrent une bourse d'études complète.
En novembre 2007, le magazine américain 3D World classa l'école au cinquième rang mondial des écoles d'animation 3D en suivant des critères tels que la sélection et les récompenses des travaux des étudiants dans les festivals du monde entier.

## Historique
La VFS a ouvert sa première classe en janvier 1987 avec six étudiants en cinéma et s'est constamment agrandie depuis. Parmi les récents événements marquants de l'école, on compte l'accueil de l'exposition annuelle du game design de Vancouver (Game Design Expo (en)) qui a débuté en 2007, ainsi qu'un partenariat avec YouTube pour le lancement d'un concours soumis au vote des utilisateurs de YouTube pour gagner trois bourses d'études à la VFS en 2008.

## Les programmes d'étude
La VFS propose des programmes d'étude intensifs d'une année dans les domaines de la production filmique, de l'animation 3D & effets visuels, de l'animation traditionnelle, des arts dramatiques, de l'infographie, du management dans le divertissement, du game design, du maquillage filmique, de l'illustration sonore, et de l'écriture scénaristique. L'école dispense également une année de découverte et d'initiation, ainsi qu'un cours sur les fondamentaux dramatiques (quatre mois), et une formation à l'animation 3D des personnages (six mois).

## Les enseignants notables
- Alastair Macleod, directeur du département Animation & effets visuels. Responsable de l'animation et de la capture de mouvement sur Matrix Revolutions et Matrix Reloaded, et responsable de la capture de mouvement sur Lord of the Rings: The Two Towers.
- Stan Edmonds, directeur du département de Maquillage pour le cinéma et la télévision. Maquilleur principal pour L'Effet papillon, Get Carter, et Scary Movie, et directeur du maquillage sur I, Robot.
- Robert Grieve, directeur du département Illustration sonore des médias visuels. Lauréat d'un Emmy Award pour son travail sur le film 61* 61* de HBO, d'un Genie Award pour le film The Changeling, et deux Golden Reel awards pour les films Wolfen et Wyatt Earp, et nommé pour l'Oscar du meilleur technicien son sur le film Silverado.
- Michael S. Baser, directeur du département Écriture scénaristique pour le cinéma et la télévision. Auteur et producteur aux crédits - notamment - de Good Times, Three's Company, The Jeffersons, et Maude (TV series).
- Marv Newland, enseignant. Animateur du court-métrage Bambi Meets Godzilla (1968).

## Les anciens élèves notables
- Emily Bett Rickards - Actrice dans la série télévisée Arrow dans le rôle de Felicity Smoak
- Magda Apanowicz – Actrice connue pour ses rôles de Andy Jensen dans la série Kyle XY, et de Lacy Rand dans la série Caprica
- Neill Blomkamp - Nommé pour l'Oscar du meilleur scénariste et réalisateur de District 9
- Sara Canning -  Actrice dans la série Vampire Diaries
- Jonathan Cherry - Acteur dans les films House of the Dead et Final Destination 2, ainsi que dans de nombreux films et séries télévisées.
- Colin Cunningham - Acteur de films et séries canadiens.
- Lino DiSalvo - Réalisateur de Playmobil, le film et Le Badalisc et Responsable de l’animation sur  La Reine des neiges
- David Gratton - Fondateur et PDG de l'agence créative Work At Play
- Neil Kopp - Producteur du film Old Joy et réalisateur du film Paranoid Park de Gus Van Sant (2007) pour lequel il a remporté en 2008 un Independent Spirit Award[10]
- John G. Lenic – Producteur TV et responsable de production célèbre pour son travail sur les séries télévisées Stargate SG-1, Stargate Atlantis et Stargate Universe
- Alec McClymont[11] - Artiste en imagerie virtuelle et animateur, colauréat d'un Primetime Emmy Award en 2007 pour les effets spéciaux de la série télévisée Battlestar Galactica (2004 TV series)
- Chad Moffitt[12] - Animateur lauréat d'un Oscar pour Le Seigneur des anneaux[13].
- Lon Molnar - Cofondateur, PDG, et superviseur des effets visuels pour le studio d'effets visuels Intelligent Creatures à Toronto.
- Scott Mosier - Producteur, monteur, et figurant. Producteur du documentaire Salim Baba nommé aux Oscars. Il rencontre Kevin Smith et le caméraman Dave Klein à la VFS; depuis, ils ont tous trois collaboré sur le film View Askewniverse[14].
- Andrew Overtoom - Réalisateur et animateur sur la série Bob l'éponge pour laquelle il a été nommé aux Emmy Awards en 2004 et 2007
- Kevin Smith - Réalisateur de Clerks, Mallrats, Chasing Amy, Dogma, Jay and Silent Bob Strike Back, Jersey Girl et Clerks 2. Smith a quitté l'école avant d'obtenir son diplôme[15] et a obtenu un diplôme à titre honorifique en 2005[16].
- Tara Spencer-Nairn - Actrice dans Corner Gas
- Jewel Staite -  Actrice canadienne connue pour ses rôles dans les séries Firefly (de Joss Whedon), et Stargate Atlantis.
- Emilie Ullerup - Actrice dans la série télévisée Sanctuary